# Raffaello Matarazzo
Raffaello Matarazzo, född 17 augusti 1909 i Rom, död 17 maj 1966 på samma ort, var en italiensk filmregissör, känd som en av neorealismens tidiga föregångare och för sina efterkrigstida filmer som skapade en djup åsiktsklyfta mellan den dåtida publiken och filmkritikerna.

## Biografi

### De tidiga åren
Matarazzo föddes och växte upp i Rom dit hans föräldrar flyttat från Neapel. Han gick fortfarande i skolan när hans far dog och han tvingades då skaffa sig ett extrajobb för att finansiera universitetsstudierna. Genom att hans mor gifte om sig med en journalist kom Matarazzo i kontakt med tidningsbranschen och blev som 20-åring anställd vid den fascistiska dagstidningen Il Tevere som kulturskribent och något senare började han skriva uppmärksammade filmrecensioner för tidskriften L’Italia letteraria. 

### Början av filmkarriären
Genom sina kontakter lyckades Matarazzo 1931 få anställning hos det stora filmbolaget Cines där ett av hans första uppdrag blev som regiassistent för Mario Camerini vid färdigställandet av filmen Figaro e la sua gran giornata (1931). Därefter fick han ställa sig bakom kameran som dokumentärfilmare och utan att vara fascist medverka till producerandet av två propagandafilmer, Littoria (1932) och Mussolinia di Sardegna (1933). Filmerna handlade om skapandet av två fascistiska framtidsstäder i Lazio och på Sardinien. Orterna hette då som filmerna men numera heter de Latina och Arborea.
Som bonus för väl genomfört arbete gavs Matarazzo chansen att regissera en lågbudgetfilm som finansierades av Cines med skådespelare i de viktigaste rollerna som med undantag för Maria Denis och Marcello Spada var helt okända. Den utan jämförelse mest kända deltagaren i detta projekt var kompositören Nino Rota. Resultatet blev Treno popolare (1933), en film som vid premiären blev utbuad av publiken medan filmkritikerna ansåg den vara ett lovande experiment men inte mer än så. Långt senare kom filmen att omvärderas som varande en viktig föregångare till neorealismen och man menade att det svala mottagandet bidrog till att Matarazzos senare filmer blev konstnärligt mindre ambitiösa. Som 24-årig självsäker regidebutant mitt i en kometkarriär var Matarazzo beredd att ta till sig publikens kritik men inte filmkritikernas. Av hans senare filmer, särskilt efter kriget, blev många stora publikframgångar men de avskyddes av kritikerna.

### Filmerna under den fascistiska eran
Under en tioårsperiod fram till krigsslutet gjorde han 15 filmer som alla gick med vinst och åtminstone en, Joe il rosso (1936), en parodi på amerikansk gansterfilm, fick övervägande positiva recensioner i dagspressen. Filmtidskriften Rivista del cinematografo sågade däremot filmen totalt och var särskilt negativ mot dess kvinnliga skådespelare som enligt recensenten förebådade en mycket dyster framtid för italiensk film.

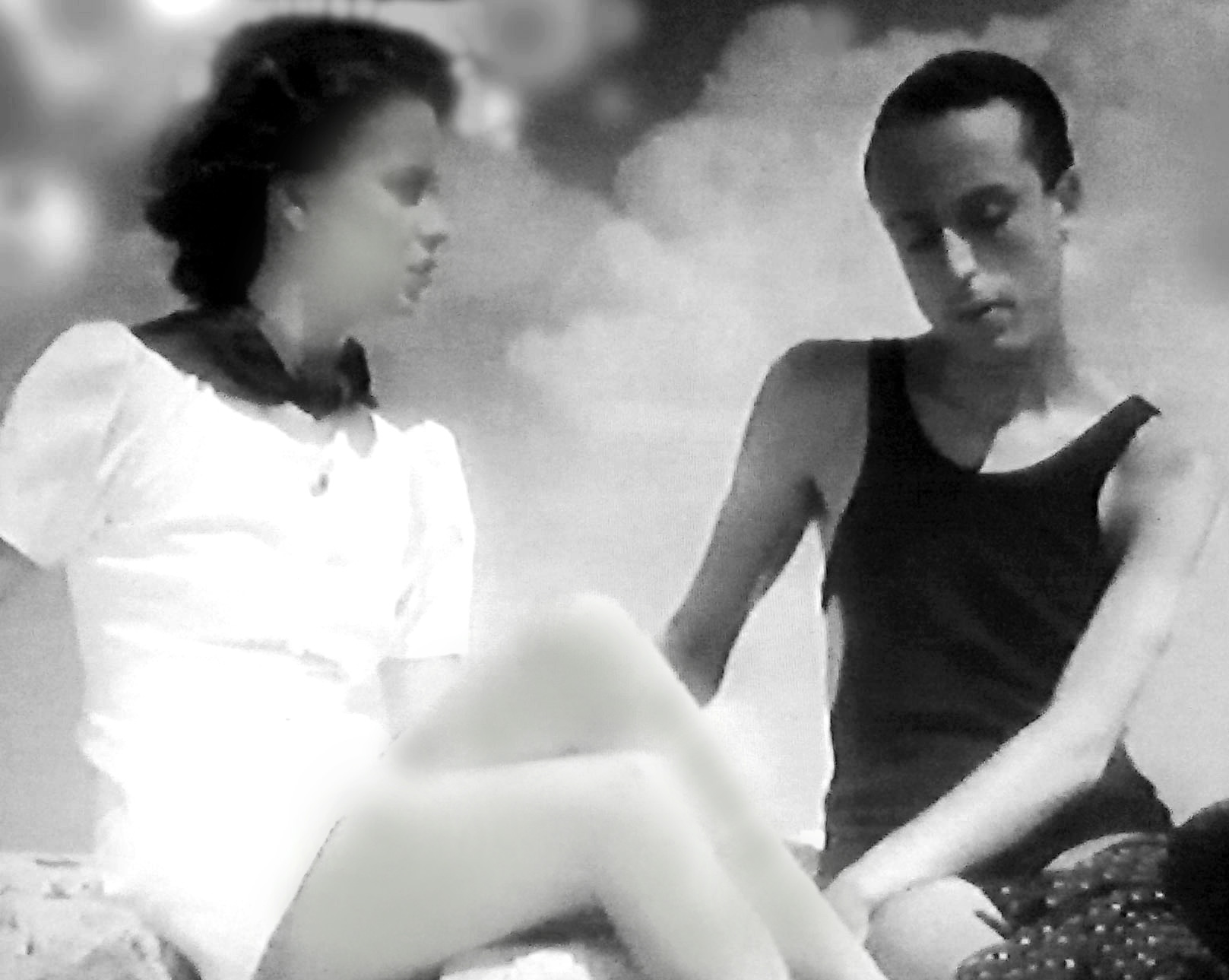
Den kanske mest ”skabrösa” strandscenen i Sono stato io! med Alida Valli och Albino Principe.

 Matarazzos tveklöst största publiksuccé under den fascistiska eran kom med Sono stato io! (1937), enligt dagspressens kritik huvudsakligen på grund av filmens förstklassiga skådespelare: Eduardo De Filippo, hans bror Peppino och deras syster Titina. Kritiker noterade förutom att filmen var ett stycke teater spelad på vita duken, även att en strandscen med en mycket lättklädd Alida Valli inte fanns med i den pjäs som filmen byggde på. Centro Cattolico Cinematografico placerade omgående filmen på sin lista över olämpliga sådana med hänvisning till dess talrika skabrösa strandscener.

### Efter kriget – melodramernas tid
När det började klarna att Italien skulle komma att tillhöra krigets förlorare flyttade Matarazzo till Spanien där han vistades till 1946. När han återkom var han fast besluten att inte ansluta sig till den nya tidens våg med de socio-politiska teman som stod i fokus för neorealismen, ett naturligt val för en regissör som en gång i tiden varit med om att producera fascistiska propagandafilmer. Han satsade i stället på melodram-genren och det med framgång. Hans ”periodo mélo” inleddes med Catene 1949 som var den första i en lång rad filmer som fyllde biograferna och deras kassor men även filmtidningarnas spalter med nedgörande recensioner. Oenigheten mellan publiken och kritikerna var total. Av visst intresse för svenska filmhistoriker är La nave delle donne maledette (1953), där den kvinnliga huvudrollen spelas av May Britt Wilkens. Matarazzos filmbolag tjänade stora pengar fram till 1957 då filmpublikens smak hade börjat förändras och andra typer av filmer började efterfrågas. Bolagen som tjänat förmögenheter på Matarazzo övergav honom helt och han fick finansiera sina filmer efter bästa förmåga.

### De sista filmerna
Efter detta gjorde Matarazzo bara fem filmer till. Av dessa kan nämnas Cerasella (1959) som i Italien är mest känd för att det var i den som en 20-årig Mario Girotti, senare känd som Terence Hill, hade sin första huvudroll och en ännu yngre Claudia Mori för första gången uppträdde på vita duken. Matarazzos sista film Amore mio (1964), som handlade om en kärleksrelation mellan en olyckligt gift man och en alldeles för ung flicka, spelad av Eleonora Brown, bekostades helt av honom själv och genererade ingen vinst.